# Carlos Lara
 (août 2025).
Carlos Armando Lara Torres, mieux connu sous le nom d'El Charro Lara (né en Argentine à une date inconnue) est un joueur de football international, puis  entraîneur argentin naturalisé mexicain. Il est mort en 2001 à Mexico.

## Biographie
Il commence sa carrière au Mexique en 1956 au Zacatepec, où il passe les meilleurs moments de sa carrière, avant de rejoindre le Deportivo Toluca et le Club Necaxa à la fin de sa carrière.
Lors de la saison 1956, il inscrit 19 buts, ce qui fait de lui le meilleur buteur du championnat, titre qu'il obtient trois fois, également en 1961 et en 1962.
Jusqu'en 1966, il inscrit 120 buts avec le Zacatepec.
C'est lors de la saison 1966-67 qu'il débarque au Deportivo Toluca, où il marque moins de buts, seulement six, et cinq buts dans son dernier club du Club Necaxa.
Naturalisé mexicain, il fait ses débuts avec l'équipe du Mexique de football le 29 octobre 1961 lors des qualifications pour le mondial chilien 1962, contre le Paraguay. Il joue deux autres matchs en 1962 contre l'Argentine et la Colombie, mais ne joue pas la coupe du monde à cause d'une blessure.
Après sa retraite, il entraîne durant la saison 1972-73 le Zacatepec, où il reste jusqu'en 1975, lorsqu'il part pour le Club de Fútbol Laguna. Il entraîne ensuite Deportivo Neza, Veracruz en 1978-79, Club de Fútbol Oaxtepec en 1983-84, Santos Laguna avec Joaquín Mendoza en 1984-85.